# Amazophrynella
Genre
Synonymes
- Amazonella Fouquet, Recoder, Teixeira, Cassimiro, Amaro, Camacho, Damasceno, Carnaval, Moritz & Rodrigues, 2012

Amazophrynella est un genre d'amphibiens de la famille des Bufonidae.

## Répartition
Les sept espèces de ce genre se rencontrent au Brésil, en Guyane, au Suriname, au Guyana, au Venezuela, en Colombie, en Équateur, au Pérou et en Bolivie.

## Liste des espèces
Selon Amphibian Species of the World (15 août 2022) :
- Amazophrynella amazonicola Rojas, Carvalho, Ávila, Farias, Gordo & Hrbek, 2015
- Amazophrynella bilinguis Kaefer, Rojas-Zamora, Ferrão, Farias & Lima, 2019
- Amazophrynella bokermanni (Izecksohn, 1994)
- Amazophrynella gardai Koroiva & Santana, 2020
- Amazophrynella javierbustamantei Rojas-Zamora, Chaparro, Carvalho, Ávila, Farias, Hrbek & Gordo, 2016
- Amazophrynella manaos Rojas, Carvalho, Ávila, Farias & Hrbek, 2014
- Amazophrynella matses Rojas, Carvalho, Ávila, Farias, Gordo & Hrbek, 2015
- Amazophrynella minuta (Melin, 1941)
- Amazophrynella moisesii Rojas-Zamora, Fouquet, Ron, Hernández-Ruz, Melo-Sampaio, Chaparro, Vogt, Carvalho, Pinheiro, Ávila, Farias, Gordo & Hrbek,2018
- Amazophrynella siona Rojas-Zamora, Fouquet, Ron, Hernández-Ruz, Melo-Sampaio, Chaparro, Vogt, Carvalho, Pinheiro, Ávila, Farias, Gordo & Hrbek, 2018
- Amazophrynella teko Rojas-Zamora, Fouquet, Ron, Hernández-Ruz, Melo-Sampaio, Chaparro, Vogt, Carvalho, Pinheiro, Ávila, Farias, Gordo & Hrbek, 2018
- Amazophrynella vote Ávila, Carvalho, Gordo, Kawashita-Ribeiro & Morais, 2012

## Publications originales
- Fouquet, Recoder, Teixeira, Cassimiro, Amaro, Camacho, Damasceno, Carnaval, Moritz & Rodrigues, 2012 : Amazonella Fouquet et al., 2012 (Anura:Bufonidae) junior homonym of Amazonella Lundblad, 1931 (Acari:Unionicolidae): proposed replacement by Amazophrynella nom. nov. Zootaxa, no 3244, p. 68 (texte intégral).
- Fouquet, Recoder, Teixeira, Cassimiro, Amaro, Camacho, Damasceno, Carnaval, Moritz & Rodrigues, 2012 : Molecular phylogeny and morphometric analyses reveal deep divergence between Amazonia and Atlantic Forest species of Dendrophryniscus. Molecular Phylogenetics and Evolution, vol. 62, p. 826–838 (texte intégral).